# Mega Man X5
Mega Man X5, conosciuto come Rockman X5 (ロックマンX5?, Rokuman Ekkusu 5) in Giappone, è un videogioco a piattaforme sviluppato e pubblicato da Capcom nel 2000 per PlayStation. Appartenente alla serie Mega Man, è il quinto titolo della saga iniziata con Mega Man X. Convertito per personal computer, il gioco è incluso nelle raccolte Mega Man X Collection e Mega Man X Legacy Collection 2.

## Sviluppo
Nella localizzazione in inglese del gioco, sono stati modificati i nomi dei boss di Mega Man X5 in omaggio ai membri del gruppo musicale Guns N' Roses. Nella raccolta Mega Man X Legacy Collection 2 i personaggi presentano i nomi della versione giapponese del gioco.